# 玉越強平
玉越 強平（たまこし きょうへい、男性、1980年12月30日 - ）は、日本の元プロボクサー。兵庫県神戸市出身。元WBC世界スーパーフェザー級ユース王者（ただしJBC非公認）。千里馬神戸ボクシングジム所属。

## 来歴
神戸村野工業高等学校入学と前後して千里馬ジム入門。高校卒業を間近に控えた1999年1月24日、プロデビューを３回KO勝利で飾る。高校の先輩山下正人から2007年春の帝拳移籍まで担任トレーナーとして指導を受け、長谷川穂積は同年秋の真正ジム移籍まで同い年の同僚であった。
デビュー2勝1分け後の11月22日、与久田英毅（JM加古川）に1回KOを喫して初の敗戦。
2000年9月7日、初の6回戦として中野智弘（風間）と対戦も判定負け。しかし、5月20日の北原久己（進光）戦で判定勝利。
2001年3月17日、後楽園ホール初登場で酒井俊光（三迫）と対戦も判定負け。
2001年10月21日、初の8回戦として藤原直人（エディタウンゼント）と対戦も判定負け。
2003年2月16日、初の10回戦として田呂丸誠二（グリーンツダ）と対戦し、4回TKO勝利。
2003年6月29日、後の日本バンタム級王者池原信遂（大阪帝拳）に判定勝利。
2004年6月19日、後楽園ホールにて初のタイトルマッチとして中島吉謙（角海老宝石）が持つ日本スーパーバンタム級王座に挑戦。だが、4回に偶然のバッティングで試合が停止し、負傷判定引き分けで王座奪取ならず。
2007年6月3日、神戸サンボーホールにてウェート・サックムアングレーン（タイ）が持つ東洋太平洋同級王座に挑戦。しかし、0-3判定でまたしても王座奪取ならず。
2009年7月26日、神戸サンボーホールで廣田裕(竹原)とスーパーバンタム級8回戦を行い判定勝ちを収めた。
2010年4月12日、後楽園ホールにて芹江匡晋（伴流）が持つ日本王座に再挑戦。しかし1-2判定で敗戦。
2011年4月9日、後楽園ホールにて瀬藤幹人（協栄）と日本暫定王座を争うが、0-3判定負け。
同年12月10日、初の海外戦としてメキシコ・プエブラにてダンテ・ハルドン（メキシコ）と対戦。敵地での試合で3回にWBCスーパーフェザー級1位からKOを奪う番狂わせを演じた。なお、この試合はハルドンが保持していたユース王座が懸けられており、玉越は30歳ながら同王座を獲得し初タイトルとなった。WBCでは24歳以上（オーバーエイジ）でも特例として1度だけ防衛戦を組むことができるが、JBCは同年よりユース王座を認可しているもののオーバーエイジは認めていない（JBC公式サイトの試合結果にもWBCユース戦を示す表示はない。なお、直前に行われた渡邉卓也（当時22歳）の試合には表示あり）。当初この試合はWBCインターナショナル王座戦として予定されていた。
（しかし、丸木凌介は規定の年齢内でWBCユース世界スーパーウェルター級王座挑戦したが敗北し、2015年3月29日自身の24歳の誕生日に伴いオーバーエイジチャレンジャーとしてKO奪取しオーバーエイジ王者として初防衛成功し即返上含めJBCは玉越の場合とは対応が異なりダブルスタンダードで公認）
2012年3月11日、神戸サンボーホールのメインでペッチナムチャイ・ジッティージムと対戦し、3-0判定勝利。
2012年7月22日、神戸サンボーホールでベッチファヤ・クルダンブジムと対戦し、2回KO勝ち
2012年11月23日、神戸サンボーホールでアクセル住吉（関門JAPAN）と対戦し、8回判定勝利。
2013年4月6日、日本スーパーフェザー級王者の金子大樹（横浜光）に挑戦し、序盤は巧みな接近戦に持ち込み王者を苦しませるなど健闘したものの5回にダウンを奪われると9回にはコーナーに追い込まれ連打を浴びせられた所でレフリーこが試合をストップ9回1分39秒TKO負けでまたしても王座獲得とはならなかった。
その後、『松下拳斗』というリングネームでも戦った。

## 戦績
- プロボクシング：51戦34勝（13KO）10敗7分

## 獲得タイトル
- WBC世界スーパーフェザー級ユース王座